# Bear Valley (okrug Alpine, Kalifornija)
Bear Valley je naseljeno područje za statističke svrhe u američkoj saveznoj državi Kalifornija. Prema popisu stanovništva iz 2010. u njemu je živjelo 121 stanovnika.